# Хортън (река в Канада)
Вижте пояснителната страница за други значения на Хортън.
Хортън (на английски: Horton River) е река в северозападната част на Канада, територия Нунавут и Северозападните канадски територии.
Влива се в залива Франклин на море Бофорт, Северен ледовит океан. Дължината ѝ от 618 km ѝ отрежда 46-о място сред реките на Канада.
Река Хортън извира на 67°50′38″ с. ш. 120°40′02″ з. д. / 67.843889° с. ш. 120.667222° з. д. и 585 м н.в., на около 100 км северно от залива Дийзи Арм на Голямото Мече езеро. Първите няколко километра тече през територия Нунавут, след което навлиза в Северозападните канадски територии в западна посока, минава на 6 км северно от езерото Хортън и завива на северозапад. Влива се чрез делта в западната част на залива Франклин на море Бофорт, Северен ледовит океан.
Долината на реката е покрита с гъсти иглолистни гори (тайга), а последните 100 км преминава през тундрови територии в дълбоки каньони. Първоначално реката се е вливала в залива Хароуби, но в началото на 19 век един от нейните меандри преминаващ само на 200 м от залива Франклин прорязва канал и достига до залива, като по този начин дължината на реката се скъсява с около 100 км. Малко по̀ на север от делтата ѝ са възвишенията Смокинг Хилс, където от столетия горят самозапалили се лигнитни въглища със сернист дим.
Площта на водосборния басейн на реката е 26 680 km2. На югозапад водосборният басейн на река Хортън граничи с водосборния басейн на река Андерсън, а на североизток — с басейна на река Хорнадей, вливаща се в залива Дарнли на море Бофорт. Основен приток на Хортън е река Стефансон Крийк, вливаща се отдясно в нея.
Максималният отток е през юни-юли, а минималният е през февруари-март. Подхранването на реката е предимно снегово. От октомври до май реката е скована от ледена покривка.
В периода 1918-1931 г. в делтата на реката е съществувала търговско селище (фактория), което сега е изоставено и на негово място има построена метеорологична станция и сезонно действащо летище.